# 微小硬骨格化石群
微小硬骨格化石群（びしょうこうこっかくかせきぐん、small shelly fossils、略称SSF）とは、カンブリア爆発直前からカンブリア紀初期の地層から発見される、大きさが1mmにも満たない微小な化石群のことである。これらは現在、生物の一部を構成していたものだと考えられている（例外はある）。形は様々である。
葉足動物のミクロディクティオン（Microdictyon）は、その背面に小さな骨板が並んでいるが、この骨板が微小硬骨格化石群（SSF）の一つであることが判明した。その本体化石が澄江生物群の一つとして発見されたことからこのことが明らかになった。

## 主な主成分
微小硬骨格化石群を構成する化石は主に3種類の成分からなり、それによって分類できる。それは炭酸塩、リン酸塩、シリカ（二酸化ケイ素）である。この3成分は現生生物の硬組織にも含まれており、それぞれサンゴや二枚貝の貝殻、ヒトの骨、海綿の棘などに含まれている。